# Вонко (Арта)
Вонко e владетел на Арта в 1400/1401 година. Отнема владението на града с прилежащите му земи на Амбракия от патримониума на фамилията Спата.
Вонко с дружината си овладява Арта на 29 октомври 1400 година прогонвайки Сгур Спата, брат на починалия предната година Гин Буа Спата. До края на следващата 1401 госита Сгур Спата с помощта на венецианците успява да си възвърне властта над родовото владение. Няма повече сведения за въпросния Ванко от Янинската хроника, където са отразени тези събития. В хрониката Вонко е представен като предводител на сърби, албанци, българи и власи.